# Arjan van Dijk
Arjan van Dijk (Utrecht, Países Bajos, 17 de enero de 1987) es un futbolista neerlandés. Juega de arquero y su equipo actual es el RKC Waalwijk de la Eredivisie de los Países Bajos.

## Trayectoria
Fue transferido a las filas juveniles del SBV Excelsior de Róterdam en 2006; debutó como profesional en dicho equipo en 2008.

## Clubes
| Club          | País         | Año       |
| ------------- | ------------ | --------- |
| SBV Excelsior | Países Bajos | 2008-2010 |
| RKC Waalwijk  | Países Bajos | 2010-     |